# Thái thượng vương
Thái thượng vương (chữ Hán:太上王), hay Thái thượng quốc vương (太上國王), gọi tắt là Thượng Vương (上王), là ngôi vị mang nghĩa là "vua bề trên" trong triều đình phong kiến ở khu vực Á Đông.

## Thái thượng vương củaTriều Tiên
Đối với các Hoàng đế Trung Hoa, trên thực tế các vị quân chủ Triều Tiên đều nhận thụ phong nên chỉ xưng vương, do đó khi thoái vị đều gọi là Thái thượng vương hoặc Thượng vương điện hạ.
- Cao Cấu Ly Thái Tổ Đại Vương (146 - 165; Năm 146, Người em trai của ông, Hae Suseong đã giết chết 2 người con trai của Thái Tổ và lên ngôi (theo Tam quốc sử ký và Tam quốc di sự), tức là Thứ Đại Vương. Việc Thứ Đại Vương giết con của Thái Tổ quả nhiên sau gặp quả báo, Tân Đại Vương về sau cũng giết chết con của Thứ Đại Vương vào năm 165.
- Tân La Chân Thánh nữ vương (897; Năm 895, Chân Thánh nữ vương phong cho con trai ngoài giá thú của Hiến Khang Vương làm Thái tử. Vào tháng thứ 6 âm lịch năm 897, bà thoái vị, và qua đời trong cùng năm. Bà được chôn tại phía bắc Sư Tử tự (Sajasa) ở Gyeongju.
- Hậu Bách Tế Chân Huyên (935 - 936; Năm 935, người con trai cả của Chân Huyên là Thần Kiếm (Singeom) cảm thấy bị khinh thường khi người đệ khác mẹ là Kim Cương (Geumgang) được chọn làm người kế vị, Thần Kiếm lật đổ phụ vương cùng với sự trợ giúp của hai người đệ khác là Yanggeom và Yonggeom. Thần Kiếm giết chết thái tử Kim Cương và giam lỏng Chân Huyên trong Geumsansa (Kim Sơn tự), song Chân Huyên đã đào thoát thành công và đến chỗ kẻ thù cũ là Cao Ly Thái Tổ, người này chào đón ông và cấp cho ông thái ấp và nông bộc.)
- Cao Ly Định Tông (949 - tại vị nửa ngày)
- Cao Ly Hiến Tông (1095 - 1097)
- Cao Ly Trung Liệt Vương (1298 - tại vị khoảng 6 tháng)
- Cao Ly Trung Tuyên Vương (1308)
- Cao Ly Trung Túc Vương (1330 - 1332)
- Cao Ly Trung Huệ Vương (1332 - 1339)
- Triều Tiên Thái Tổ (1398 - 1408)
- Triều Tiên Định Tông (1400 - 1419)
- Triều Tiên Thái Tông (1418 - 1422)
- Triều Tiên Đoan Tông (1455 - 1457)
- Triều Tiên Thế Tổ (1468 - tại vị 1 ngày)
- Triều Tiên Trung Tông (1544 - tại vị nửa ngày)

## Thái thượng vương củaViệt Nam
Việt Nam thời phong kiến cũng chịu thụ phong của các Triều đại Trung Hoa trên danh nghĩa nhưng ở trong nước vẫn tự xưng Hoàng đế do đó Thái thượng hoàng Việt Nam đối với sử sách Trung Hoa cũng ghi là Thái thượng vương, còn thực tế ở Việt Nam chỉ có chúa Trịnh và chúa Nguyễn là Thái thượng vương.
- Trịnh Uy Nam Vương (1740 - 1762) xứ Đàng ngoài
- Nguyễn Định Vương (1776 - 1777) xứ Đàng trong

## Thái thượng vương củaCao Miên
Trong lịch sử Campuchia, các quốc vương giữ ngôi vị vĩnh viễn trừ khi qua đời hoặc bị phế truất. Khi chế độ quân chủ lập hiến thành lập, Hiến pháp Campuchia không cho phép quốc vương tự thoái vị. Vì vậy khi quốc vương Norodom Sihanouk tuyên bố thoái vị vì lý do sức khỏe ngày 7 tháng 10 năm 2004, Chea Sim, Chủ tịch Thượng viện Campuchia, tạm nắm giữ chức Quyền nguyên thủ Nhà nước cho đến ngày 14 tháng 10 khi Hội đồng Tôn vương bầu Hoàng thân Norodom Sihamoni – một trong những người con trai của Sihanouk - lên làm tân vương. Norodom Sihanouk được tân vương tôn phong danh hiệu Vương phụ (phiên âm Khmer: Preahmâhaviraksat), được xem là tương đương ngôi vị Thái thượng vương. Ông giữ danh hiệu này cho đến khi qua đời năm 2012.
- Norodom Sihanouk (2004 - 2012)

## Thái thượng vương củaBất Đan
- Jigme Singye Wangchuck (2006 - đến nay)